# Villa Tempestini
Villa Tempestini è una struttura di interesse architettonico di Napoli ed è sita nella zona di Capodimonte.
Il complesso fu acquistato da Giuseppe Tempestini nella prima metà dell'Ottocento; dal secolo successivo ospita la casa di riposo delle Suore dello Spirito Santo.